# NOW AND THEN 〜失われた時を求めて〜
「NOW AND THEN 〜失われた時を求めて〜」（ナウ アンド ゼン うしなわれたときをもとめて）は、MY LITTLE LOVERの5枚目のシングル。

## 解説
- 前作「ALICE」から半年ぶりのシングル。前作までのラブソングとは違い、時が過ぎていく中での後悔や希望を歌った曲。
- アルバム『PRESENTS』では特に表記は無いが、ミュージックビデオの音源となっていて、シングルよりアウトロが長い。
- 2001年に公開された映画「メトロポリス」のDVD CMソングとして起用されている。
- 売上65万枚。自身シングルでは4番目の売上となっている。

## 収録曲
1. NOW AND THEN 〜失われた時を求めて〜 (4:06)
作詞・作曲・編曲:小林武史
日本テレビ系テレビドラマ「ナチュラル 愛のゆくえ」オープニング・テーマ
バンダイビジュアル「DVD メトロポリス」CMソング
2. evergreen (acoustic version) (5:34)
作詞・作曲・編曲:小林武史
3. NOW AND THEN 〜失われた時を求めて〜 (instrumental) (4:06)
作曲・編曲:小林武史

## 収録アルバム
- PRESENTS (#1、アルバムバージョン) (1998年3月4日）
- singles (#1) (2001年12月12日）
- Best Collection (#1) (2010年5月5日）
- acoakko debut (#1、アコースティック・ヴァージョン) (2010年11月10日

## カバー
- Salon（2008年、アルバム『My Time』）